# Spey
Spey (skotskou gaelštinou Uisge Spè) je řeka ve Skotsku. S délkou 172 km je devátou nejdelší řekou ve Spojeném království a třetí nejdelší ve Skotsku. Vytéká z jezera Loch Spey na Skotské vysočině a teče severovýchodním směrem, nedaleko vesnice Kingston on Spey se vlévá do Moray Firth, zálivu Severního moře. Hlavními přítoky jsou Truim, Nethy, Avon a Fiddich. Řeka protéká oblastí Insh Marshes, která je chráněna jako ptačí oblast. Spey je díky víceméně přímému toku nejrychleji tekoucí řekou v Británii, v době tání sněhu se její hladina zvedá až o dvanáct stop. V jejích vodách žije množství pstruhů a lososů, jedna technika muškaření se podle ní nazývá „spey casting“. Oblast v povodí řeky se nazývá Strathspey a je známá díky výrobě whisky, nachází se zde okolo čtyřiceti palíren. Významnou historickou památkou je hrad Gordon Castle. Podél řeky vede turistická trasa Speyside Way a silnice z Invernessu do Perthu.